# حشره‌خوار جنوب‌شرقی
 حشره‌خوار جنوب‌شرقی (نام علمی: Sorex longirostris) نام یک گونه از سرده حشره‌خوارهای دم‌دراز است.